# Umezu Katsuki
Katsuki Umezu (sinh ngày 3 tháng 4 năm 1999) là một cầu thủ bóng đá người Nhật Bản.

## Sự nghiệp câu lạc bộ
Katsuki Umezu đã từng chơi cho Gamba Osaka.